# 9 december
9 december is de 343e dag van het jaar (344e in een schrikkeljaar) in de gregoriaanse kalender. Hierna volgen nog 22 dagen tot het einde van het jaar.

## Gebeurtenissen
- Algemeen
  - 1961 - In Israël wordt Adolf Eichmann schuldig bevonden aan oorlogsmisdaden tegen Joden in de Tweede Wereldoorlog.[1]
  - 1992 - Het Marine Corps van de Verenigde Staten landt in Somalië.
- Economie
  - 2024 - De Mirage Retail Group is failliet. Het moederbedrijf van onder meer Blokker, BCC en Big Bazar kreeg haar laatste tegenslag door achterstallige huur van winkelpanden van de Blokker.
- Infrastructuur
  - 1973 - Autoloze zondag in Nederland en België.[1]
  - 2007 - De Lötschberg-basistunnel tussen Frutigen en Raron in Zwitserland wordt in gebruik genomen.
  - 2012 - De Beneluxtrein tussen Amsterdam en Brussel wordt vervangen door de hogesnelheidstrein Fyra.
  - 2021 - Treinreizigers morren omdat volgens hen Arriva op het traject tussen Delfzijl en Groningen te korte treinen in de spits inzet. Hierdoor stoppen volle treinen soms niet op sommige stations.[2]
- Kunst en cultuur
  - 2023 - Bij de 36e Europese Filmprijzen in Berlijn krijgt de Franse film Anatomie d'une chute (Anatomy of a Fall) behalve de prijs voor beste film ook de prijzen voor beste regisseur (Justine Triet), beste actrice (Sandra Hüller), beste montage (Laurent Sénéchal) en het beste scenario (Justine Triet en Arthur Harari).[3][4]
- Media
  - 1793 - In New York komt American Minerva uit, het eerste dagblad. Het is opgericht door Noah Webster.[1]
  - 1854 - Het gedicht "The Charge of the Light Brigade" van Alfred Tennyson wordt gepubliceerd in The Examiner.
  - 1961 - De VARA zendt de eerste aflevering van Top of Flop uit. Een vierkoppige jury geeft in dit programma een mening over een nieuwe plaat die in de jukebox wordt gedraaid.[5]
- Oorlog
  - 536 - Gotische Oorlog: De Byzantijnse generaal Belisarius trekt zonder tegenstand Rome binnen en verdrijft de Ostrogoten uit de "Eeuwige Stad".
  - 1824 - Peru verslaat Spanje in de Slag van Ayacucho.[1]
  - 1917 - De Turken worden door de Britten verslagen. Jeruzalem wordt bevrijd.
  - 1937 - De Slag om Nanking begint.[1]
  - 1940 - Het Britse leger valt Italiaanse troepen in Noord-Afrika aan.
  - 1941 - Het Verenigd Koninkrijk en het Gemenebest van Naties verklaren de oorlog aan Japan.
  - 1992 - De Verenigde Naties, onder leiding van de Verenigde Staten, gaat op vredesmissie in Somalië om stabiliteit te bewerkstelligen en de vrije doorgang van hulpgoederen in het Oost-Afrikaanse land.
- Politiek
  - 1872 - P.B.S. Pinchback wordt de eerste zwarte gouverneur van een Amerikaanse staat.
  - 1900 - Koningin Wilhelmina ontvangt president Kruger van de boerenrepubliek Transvaal.[1]
  - 1918 - Oprichting van de Finse Nationale Coalitiepartij.
  - 1931 - Spanje wordt een republiek.[1]
  - 1948 - Het Genocideverdrag wordt ondertekend.
  - 1950 - Harry Gold wordt tot dertig jaar cel veroordeeld wegens het voor de Sovjet-Unie ontvreemden van geheime informatie over Amerikaanse atoomwapens.
  - 1953 - General Electric kondigt aan dat alle communistische medewerkers zullen worden ontslagen.
  - 1958 - Oprichting van de John Birch Society.
  - 1962 - Tanganyika vormt zich om tot de Republiek Tanganyika.
  - 1963 - Het Sultanaat Zanzibar wordt onafhankelijk.
  - 1987 - Begin van de eerste intifada in de Gazastrook en de Westelijke Jordaanoever.
  - 1990 - Lech Wałęsa wordt de eerste direct gekozen president van Polen.[1]
  - 1992 - De echtscheiding van Koning Charles III en Prinses Diana wordt aangekondigd.[1]
  - 1998 - Ruth Dreifuss wordt de eerste vrouwelijke bondspresident van Zwitserland.
  - 2010 - Estland wordt lid van de OESO.
  - 2011 - Nederland blijft de toetreding van Roemenië en Bulgarije tot het paspoortvrije Schengengebied dwarsbomen, ondanks druk van de andere EU-lidstaten.
  - 2012 - In Ghana wint zittend president John Dramani Mahama de presidentsverkiezingen met 50,7% van de stemmen.
- Sport
  - 1955 - Oprichting van de Chileense voetbalclub Club de Deportes La Serena.
  - 1987 - Het Nederlands voetbalelftal plaatst zich voor het EK voetbal 1988 door Cyprus in Amsterdam met 4-0 te verslaan. Het duel wordt gespeeld achter gesloten deuren na het bomincident op 28 oktober. Spits John Bosman scoort drie keer.
  - 1991 - De Nederlandse Volleybal Bond stelt Arie Selinger aan als assistent-bondscoach van het nationale mannenteam voor de periode tot en met de Olympische Spelen in Barcelona.
  - 1994 - Het Amerikaanse sportblad Sports Illustrated roept de Noorse schaatser Johann Olav Koss uit tot Sportman van het Jaar. Hij is de eerste schaatser die deze eer te beurt valt.
  - 2023 - De Nederlandse Kira Toussaint pakt bij de Europese kampioenschappen kortebaanzwemmen in Otopeni (Roemenië) opnieuw de winst op de 100 meter rugslag. De Britse Medi Harris zwemt naar zilver en Mary-Ambre Moluh uit Frankrijk tikt als derde aan.[6]
  - 2023 - Bij de Europese kampioenschappen kortebaanzwemmen in Otopeni (Roemenië) wint de Nederlander Caspar Corbeau goud op de 200 meter schoolslag terwijl zijn landgenoot Arno Kamminga derde wordt. De IJslander Anton McKee legt beslag op de tweede plaats.[6]
- Wetenschap en technologie
  - 1425 - De Katholieke Universiteit Leuven wordt gesticht.[1]
  - 1888 - Herman Hollerith installeert zijn rekenmachine bij het Amerikaanse War Department.
  - 1968 - Douglas Engelbart demonstreert voor het eerst een computer met muis.[1]
  - 1998 - Ruimtewandeling van de astronauten Jerry Ross en James Newman voor het werken aan communicatieapparatuur van het in aanbouw zijnde ISS.[7]
  - 2001 - Ontdekking van Aitne, een maan van Jupiter, door Scott S. Sheppard, David C. Jewitt en Jan T. Kleyna tijdens waarnemingen op het Mauna Kea-Observatorium (Hawaï).[8]
  - 2006 - Lancering van spaceshuttle Discovery voor missie STS-116 naar het ISS met aan boord onder meer de Zweedse missie specialist Arne Christer Fuglesang. Fuglesang is de eerste Zweedse astronaut die naar het ISS gaat.[9]
  - 2021 - De Nederlandse politie heeft voor het eerst een 3D-animatie gemaakt van een verdachte in een zedenzaak die al in 2010 gepleegd is. De politie hoopt op deze manier alsnog de zaak op te lossen.[10]
  - 2022 - Lancering van een Jielong-3 raket vanaf het Tai Rui schip in de Gele Zee bij China voor een demovlucht met 14 in de ruimte te brengen satellieten: Jilin-1 HR-03D 44-50, Jilin-1 PT-01A 01, Tianqi-7, HEAD-2H, CAS-5A, Golden Bauhinia 1-05 & 06 en Huoju-1. Het is de eerste lancering van dit nieuwe type raket.[11]
  - 2023 - De periodieke komeet 1P/Halley bereikt het aphelium van zijn baan rond de zon.[12]
  - 2023 - Lancering met een Zhuque-2 raket van Landspace vanaf lanceerbasis Jiuquan van de Flight 3 missie met de Tianyi-33 satelliet voor het testen van verschillende technologieën en de Honghu-1 & 2 satellieten voor het testen van aandrijvingssystemen met de edelgassen xenon, krypton en argon.[13]

## Geboren

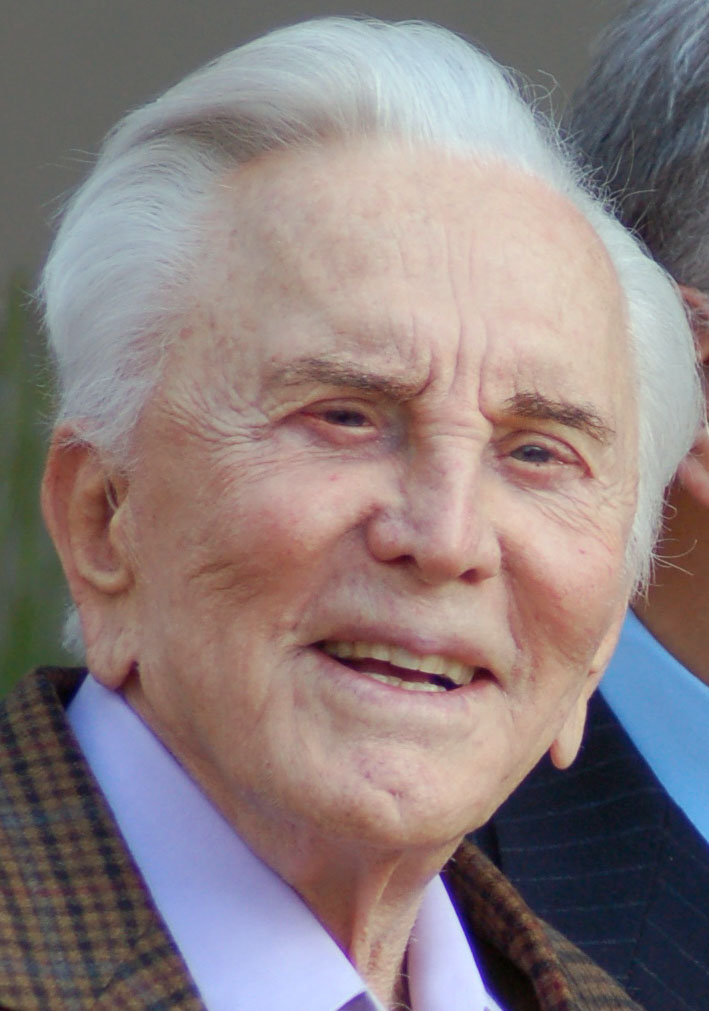
Kirk Douglas
geboren in 1916

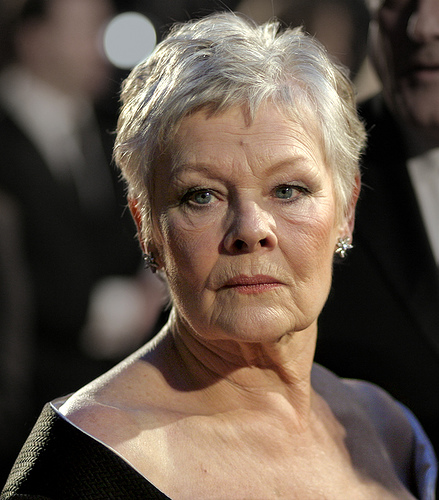
Judi Dench
geboren in 1934

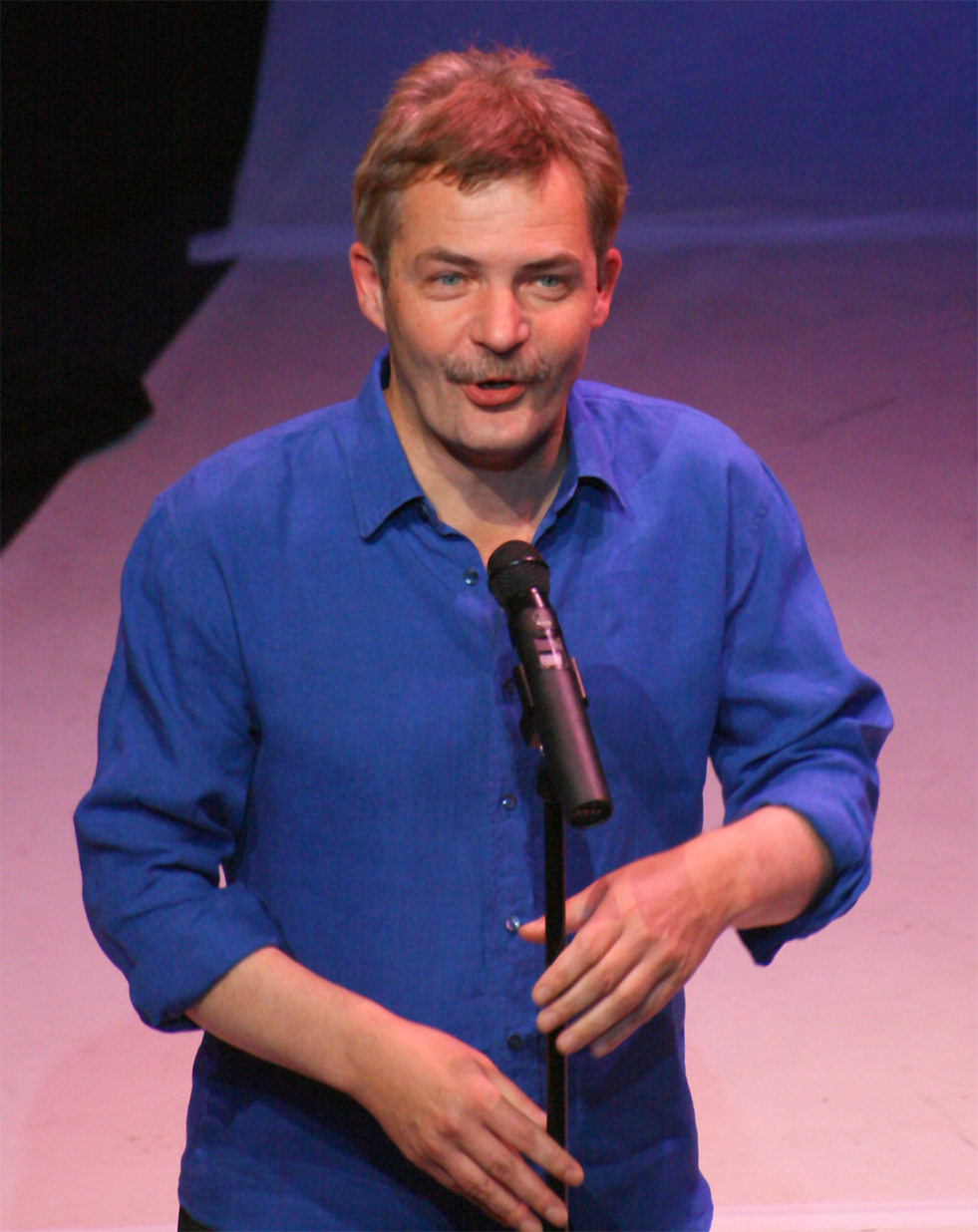
Herman Finkers
geboren in 1954

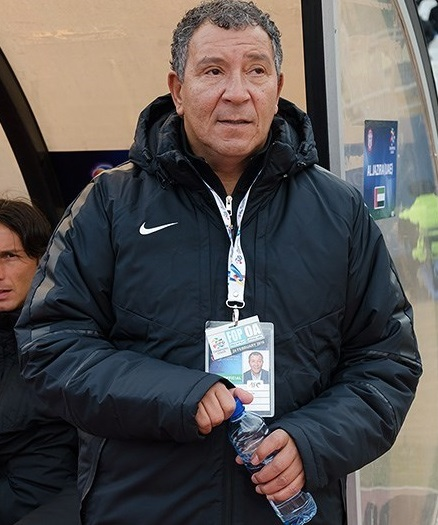
Henk ten Cate
geboren in 1954

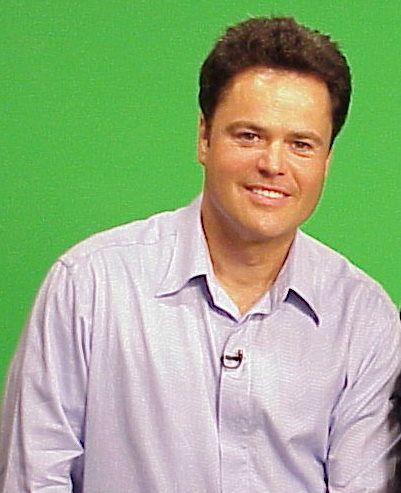
Donny Osmond
geboren in 1957

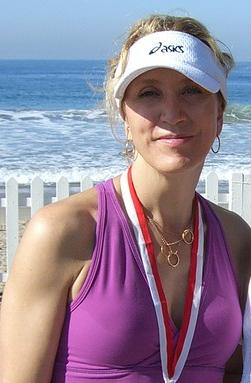
Felicity Huffman
geboren in 1962

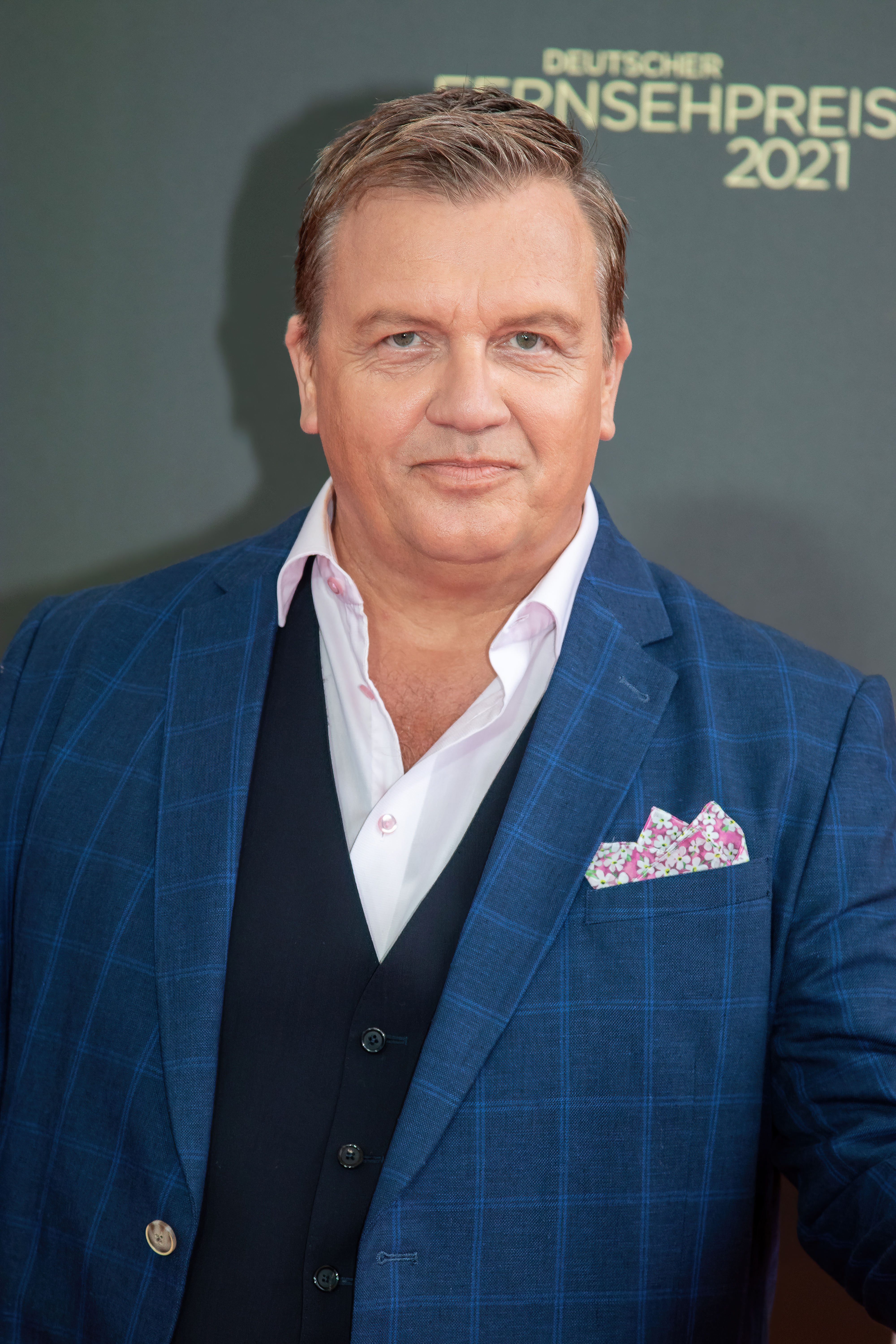
Hape Kerkeling
geboren in 1964

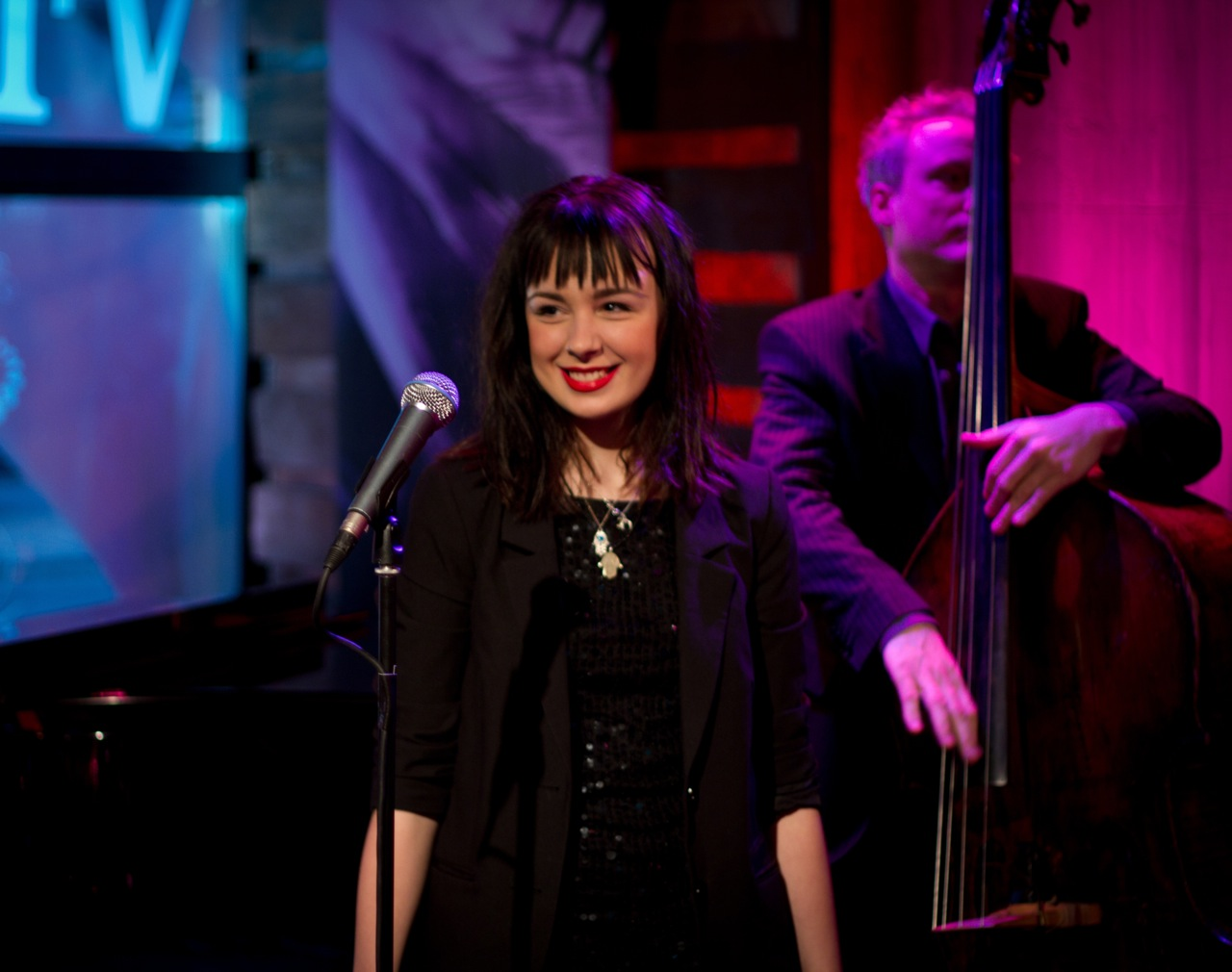
Kim Hoorweg
geboren in 1992

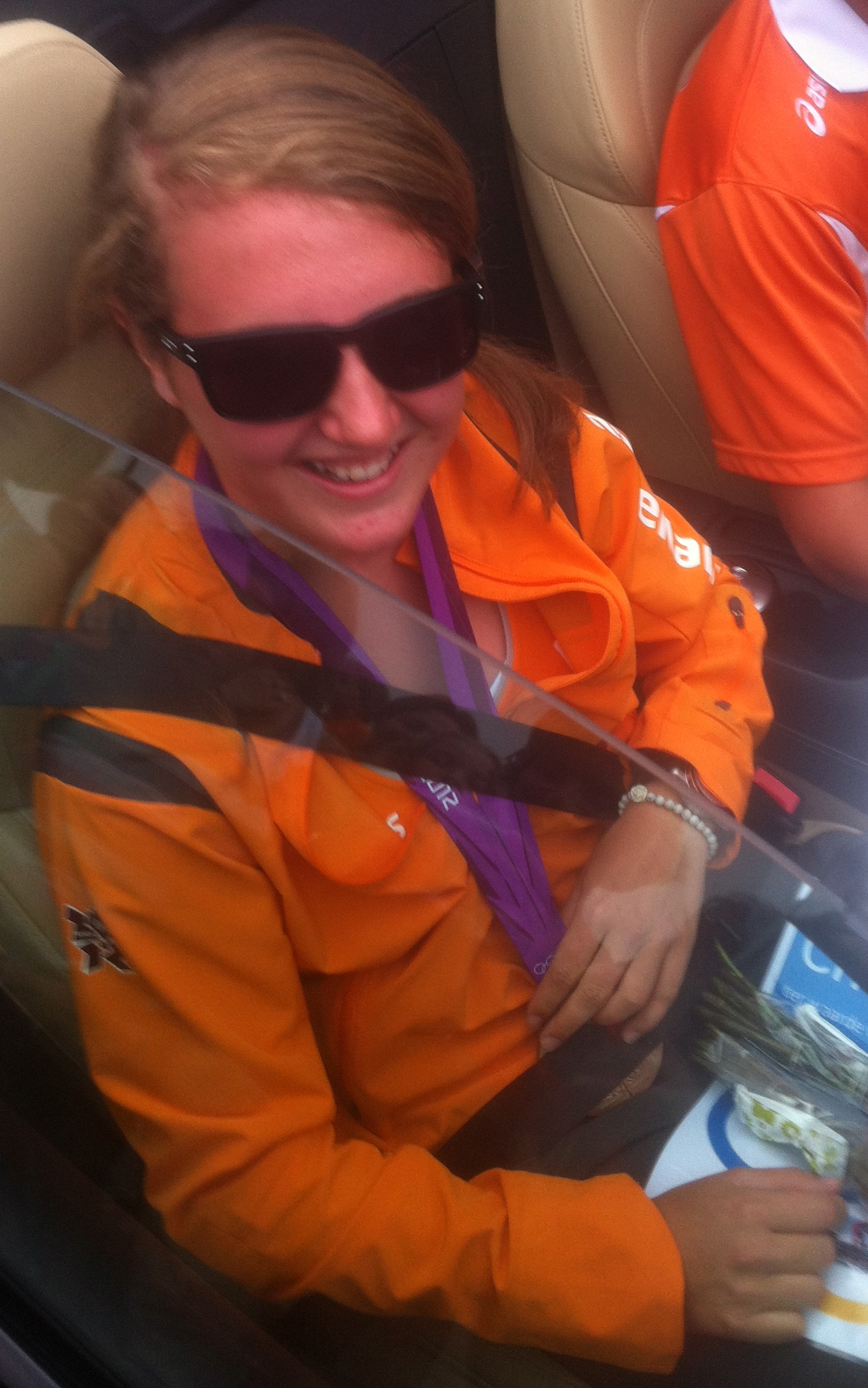
Laura Smulders
geboren in 1993

- 1594 - Gustaaf II Adolf van Zweden, koning van Zweden (overleden 1632)
- 1608 - John Milton, Brits dichter en schrijver (overleden 1674)
- 1717 - Johann Winckelmann, Duits kunsthistoricus en archeoloog (overleden 1768)
- 1748 - Claude-Louis Berthollet, Frans scheikundige (overleden 1822)
- 1828 - Joseph Dietzgen, Duits filosoof en leerlooier (overleden 1888)
- 1838 - Frederik Johann Hinrichs, militair (overleden 1909)
- 1842 - Peter Kropotkin, Russisch anarchist (overleden 1921)
- 1855 - Giorgio Gusmini, Italiaans kardinaal-aartsbisschop van Bologna (overleden 1921)
- 1874 - Hans von Seißer, commandant van de Bayerische Staatliche Polizei die in 1923 betrokken raakte bij de Bierkellerputsch (overleden 1973)
- 1878 - Géza Révész, Hongaars-Nederlands psycholoog (overleden 1955)
- 1887 - József Grősz, Hongaars geestelijke (overleden 1961)
- 1889 - Hannes Kolehmainen, Fins atleet (overleden 1966)
- 1899 - Cephas Stauthamer, Nederlands beeldhouwer (overleden 1983)
- 1899 - Maurice Yonge, Engels zoöloog (overleden 1986)
- 1901 - Ödön von Horváth, Hongaars-Duits schrijver (overleden 1938)
- 1906 - Grace Hopper, Amerikaans informaticus (overleden 1992)
- 1907 - Hendrik Smits, Nederlands roeier (overleden 1976)
- 1908 - Maurice Mandelbaum, Amerikaans filosoof (overleden 1987)
- 1909 - Douglas Fairbanks jr., Amerikaans acteur (overleden 2000)
- 1910 - Henry Lee Giclas, Amerikaans sterrenkundige (overleden 2007)
- 1911 - Broderick Crawford, Amerikaans acteur (overleden 1986)
- 1912 - Tip O'Neill, Amerikaans politicus (overleden 1994)
- 1913 - Homai Vyarawalla, Indiaas fotojournaliste (overleden 2012)
- 1915 - Elisabeth Schwarzkopf, Duits-Brits sopraan en operazangeres (overleden 2006)
- 1916 - Kirk Douglas, Amerikaans acteur, regisseur en producent (overleden 2020)
- 1917 - James Rainwater, Amerikaans natuurkundige (overleden 1986)
- 1920 - Carlo Azeglio Ciampi, tiende president van Italië (overleden 2016)
- 1920 - Lambert van Heygen, Nederlands aartsbisschop van Bertoua in Kameroen (overleden 2007)
- 1920 - Doug Serrurier, Zuid-Afrikaans autocoureur (overleden 2006)
- 1922 - Redd Foxx, Amerikaans acteur en comedian (overleden 1991)
- 1923 - Jean Pierre Marie Orchampt, Frans R.K. bisschop (overleden 2021)
- 1924 - Olga Oderkerk, Nederlands keramist (overleden 1987)
- 1925 - Ernest Gellner, Brits filosoof, antropoloog en socioloog (overleden 1995)
- 1925 - Tanja Koen, Nederlands tv-omroepster en presentatrice
- 1926 - Ed Elisian, Amerikaans autocoureur (overleden 1959)
- 1926 - Henry Kendall, Amerikaans natuurkundige (overleden 1999)
- 1926 - Jan Křesadlo, Tsjechisch schrijver en dichter (overleden 1995)
- 1926 - José Luis Sánchez, Spaans beeldhouwer (overleden 2018)
- 1928 - André Milhoux, Belgisch autocoureur
- 1928 - Ben Staartjes, Nederlands roeier (overleden 2014)
- 1929 - Bob Hawke, Australisch politicus (overleden 2019)
- 1930 - Buck Henry, Amerikaans acteur/regisseur (overleden 2020)
- 1930 - Jan Plantaz, Nederlands wielrenner (overleden 1974)
- 1932 - Willy Schroeders, Belgisch wielrenner (overleden 2017)
- 1933 - Milt Campbell, Amerikaans tienkamper (overleden 2012)
- 1933 - Irma Serrano, Mexicaans zangeres, actrice en politica (overleden 2023)
- 1933 - Marie-Louise Wirix, Belgisch atlete
- 1934 - Judi Dench, Brits actrice
- 1934 - Irena Santor, Pools zangeres
- 1934 - Wayne Weiler, Amerikaans autocoureur (overleden 2005)
- 1935 - Paul Kempeneers, Belgisch historicus
- 1935 - Christopher Pratt, Canadees kunstschilder (overleden 2022)
- 1936 - Ben Pon, Nederlands ondernemer en autocoureur (overleden 2019)
- 1938 - Waris Hussein, Brits-Indiaas film- en televisieregisseur
- 1940 - Rob den Besten, Nederlands manager en bestuurder (overleden 2024)
- 1940 - Harold Biervliet, Surinaams-Nederlands musicus (overleden 2025)
- 1941 - Beau Bridges, Amerikaans acteur
- 1942 - Billy Bremner, Schots voetballer (overleden 1997)
- 1942 - Marcos Conigliaro, Argentijns voetballer
- 1943 - Lasse Holm, Zweeds zanger
- 1944 - Neil Innes, Brits komiek en muzikant (overleden 2019)
- 1944 - Vasso Papandréou, Grieks politica (overleden 2024)
- 1945 - Alexander Kamianecky, Duits-Braziliaans voetballer
- 1946 - Sonia Gandhi, Indiaas politica
- 1947 - Tom Daschle, Amerikaans politicus
- 1947 - Jan Nonhof, Nederlands acteur en toneelregisseur
- 1947 - Cees Tol, Nederlands gitarist (overleden 2018)
- 1948 - Marleen Gorris, Nederlands regisseuse
- 1948 - Jan Lenferink, Nederlands televisiepresentator
- 1949 - Lia Willems-Martina, Curaçaos politica (overleden 2021)
- 1950 - Joan Armatrading, Brits zangeres
- 1950 - Arie Hassink, Nederlands wielrenner
- 1950 - Hans Mes, Nederlands kunstenaar
- 1950 - Alan Sorrenti, Italiaans zanger
- 1952 - Michael Dorn, Amerikaans acteur
- 1952 - Thomas Verbogt, Nederlands schrijver
- 1953 - John Malkovich, Amerikaans acteur
- 1953 - Jan Simoen, Belgisch voetballer
- 1954 - Henk ten Cate, Nederlands voetballer
- 1954 - Herman Finkers, Nederlands cabaretier
- 1954 - Jack Sonni, Amerikaans gitarist (overleden 2023)
- 1954 - Alex Vermeulen, Nederlands beeldend kunstenaar en publicist
- 1954 - Pia Dijkstra, Nederlands politica, televisiemaakster en journaliste
- 1955 - Janusz Kupcewicz, Pools voetballer (overleden 2022)
- 1956 - Danny Veyt, Belgisch voetballer
- 1956 - Jean-Pierre Thiollet, Frans schrijver
- 1957 - Donny Osmond, Amerikaans zanger en acteur
- 1958 - Nick Seymour, Australisch bassist en kunstenaar
- 1961 - Rolf Rudin, Duits componist, muziekpedagoog, dirigent en muziekuitgever
- 1962 - Peter van Aarle, Nederlands oprichter en conservator van de Internet Adult Film Database (overleden 2005)
- 1962 - Robert Bakker, Nederlands roeier
- 1962 - Felicity Huffman, Amerikaans actrice
- 1963 - Leslie Carrara, Amerikaans poppenspeelster, zangeres en stemactrice
- 1963 - Marijke Hofkens, Belgisch actrice
- 1963 - Hans Reiser, Amerikaans softwareontwikkelaar
- 1963 - Zoerab Zjvania, Georgisch politicus (overleden 2005)
- 1964 - Peter Blangé, Nederlands volleyballer
- 1964 - Hape Kerkeling, Duits acteur, presentator en komiek
- 1964 - Johannes B. Kerner, Duits televisiepresentator
- 1964 - Paul Landers (Heiko Paul Hiersche), Duits muzikant
- 1965 - Martin Ingvarsson, Zweeds voetbalscheidsrechter
- 1966 - Antoni Bernadó, Andorrees atleet
- 1966 - Kirsten Gillibrand, Amerikaans politica
- 1966 - Gideon Sa'ar, Israëlisch politicus
- 1968 - Kurt Angle, Amerikaans professioneel worstelaar
- 1969 - Tommi Grönlund, Fins voetballer
- 1969 - Christophe Impens, Belgisch atleet
- 1969 - Bixente Lizarazu, Frans voetballer
- 1971 - Víctor Aristizábal, Colombiaans voetballer
- 1971 - Wim Bax, Nederlands acteur en scenarioschrijver
- 1972 - Reiko Aylesworth, Amerikaans actrice
- 1972 - Tré Cool, Duits-Amerikaans drummer
- 1972 - Fabrice Santoro, Frans tennisser
- 1973 - Vénuste Niyongabo, Burundees atleet
- 1975 - Ondřej Sosenka, Tsjechisch wielrenner
- 1976 - René Hoppe, Duits bobsleeër
- 1977 - José David de Gea, Spaans motorcoureur
- 1977 - Imogen Heap, Brits zangeres
- 1977 - David Rimbold, Belgisch voetbalcoach
- 1978 - Gastón Gaudio, Argentijns tennisser
- 1978 - Martijn Koning, Nederlands stand-upcomedian-comedian, cabaretier, columnist en tekstschrijver
- 1978 - Jesse Metcalfe, Amerikaans acteur
- 1979 - Nicolas Alnoudji, Kameroens voetballer
- 1979 - Christian Pfannberger, Oostenrijks wielrenner
- 1980 - Simon Helberg, Amerikaans komiek en acteur
- 1980 - Ryder Hesjedal, Canadees wielrenner
- 1981 - Jacques de Koning, Nederlands schaatser
- 1981 - Mardy Fish, Amerikaans tennisser
- 1982 - Kalle Coster, Nederlands zeiler
- 1982 - Nathalie De Vos, Belgisch langeafstandsloopster
- 1983 - Dariusz Dudka, Pools voetballer
- 1983 - Robbie Haemhouts, Belgisch voetballer
- 1983 - Sharon Tavengwa, Zimbabwaans atlete
- 1985 - Kristoffer Andersen, Deens-Belgisch voetballer
- 1985 - Wil Besseling, Nederlands golfer
- 1986 - Philip Geipel, Duits autocoureur
- 1986 - Alan Kijas, Oostenrijks voetbalscheidsrechter
- 1987 - Niels Marnegrave, Belgisch basketballer
- 1987 - Hikaru Nakamura, Amerikaans schaker
- 1987 - Keri-Anne Payne, Brits zwemster
- 1987 - Ádám Szalai, Hongaars voetballer
- 1988 - Kwadwo Asamoah, Ghanees voetballer
- 1988 - Suleiman Kangangi, Keniaans wielrenner (overleden 2022)
- 1988 - Ji Liping, Chinees zwemster
- 1988 - Irjan Luttenberg, Nederlands mountainbiker
- 1988 - Georges Mandjeck, Kameroens voetballer
- 1989 - Hasan Ali Kaldırım, Turks voetballer
- 1990 - Joya Mooi, Nederlands-Zuid-Afrikaanse zangeres, liedschrijver en muziekproducent
- 1991 - Lotte van Beek, Nederlands langebaanschaatsster
- 1991 - Johannes Rydzek, Duits Noordse combinatieskiër
- 1992 - Maximilian Buhk, Duits autocoureur
- 1992 - Kim Hoorweg, Nederlands jazz-zangeres
- 1992 - Yoshiaki Takagi, Japans voetballer
- 1992 - Emmanuel Vanluchene, Belgisch zwemmer
- 1993 - Hazel Brugger, Duits-Zwitsers presentatrice
- 1993 - Mark McMorris, Canadees snowboarder
- 1993 - Laura Smulders, Nederlands BMX'er
- 1994 - Giorgos Giakoumakis, Grieks voetballer
- 1994 - Alex Gilbey, Engels voetballer
- 1994 - Nassim Saidi, Algerijns wielrenner
- 1994 - Zach Veach, Amerikaans autocoureur
- 1995 - McKayla Maroney, Amerikaans gymnaste
- 1997 - Diego López, Spaans wielrenner
- 1998 - Trenton Julian, Amerikaans zwemmer
- 1998 - Famke Louise, Nederlands vlogger en zangeres
- 1999 - Aliyah Kolf, Nederlands zangeres
- 1999 - Linn Svahn, Zweeds langlaufster
- 2003 - Imke Kessels, Nederlands voetbalster
- 2004 - Nico Parker, Brits actrice

## Overleden

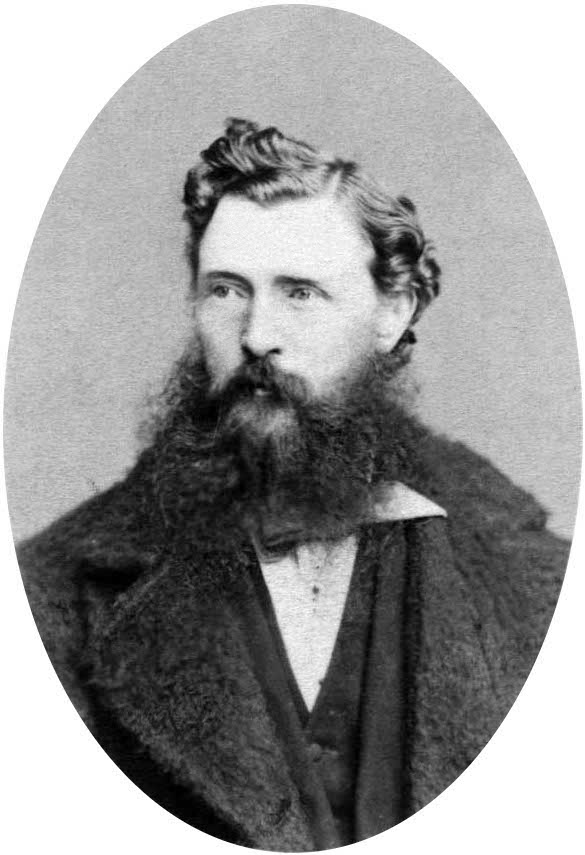
Thomas François Burgers
overleden in 1881

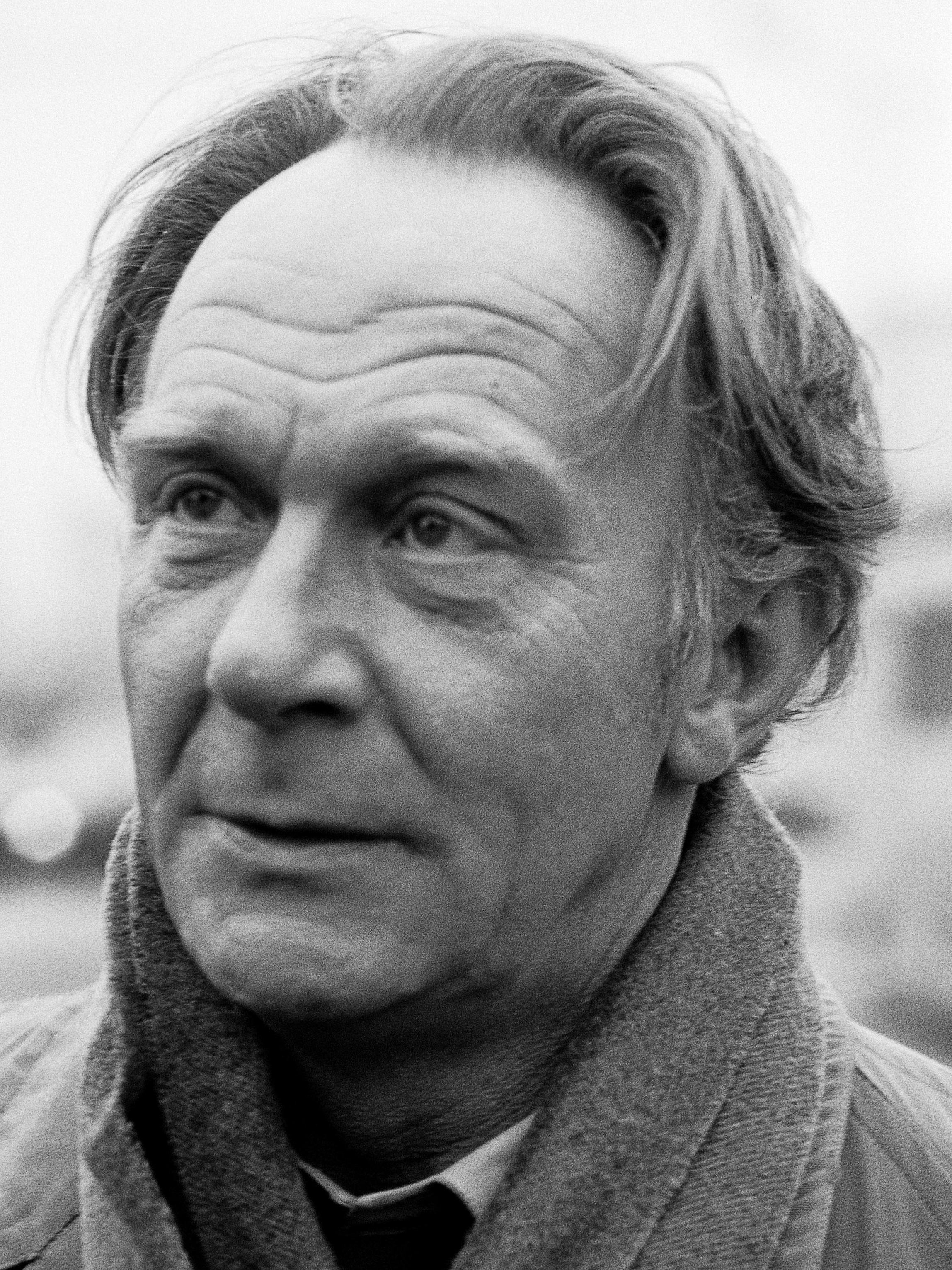
Kees Brusse
overleden in 2013

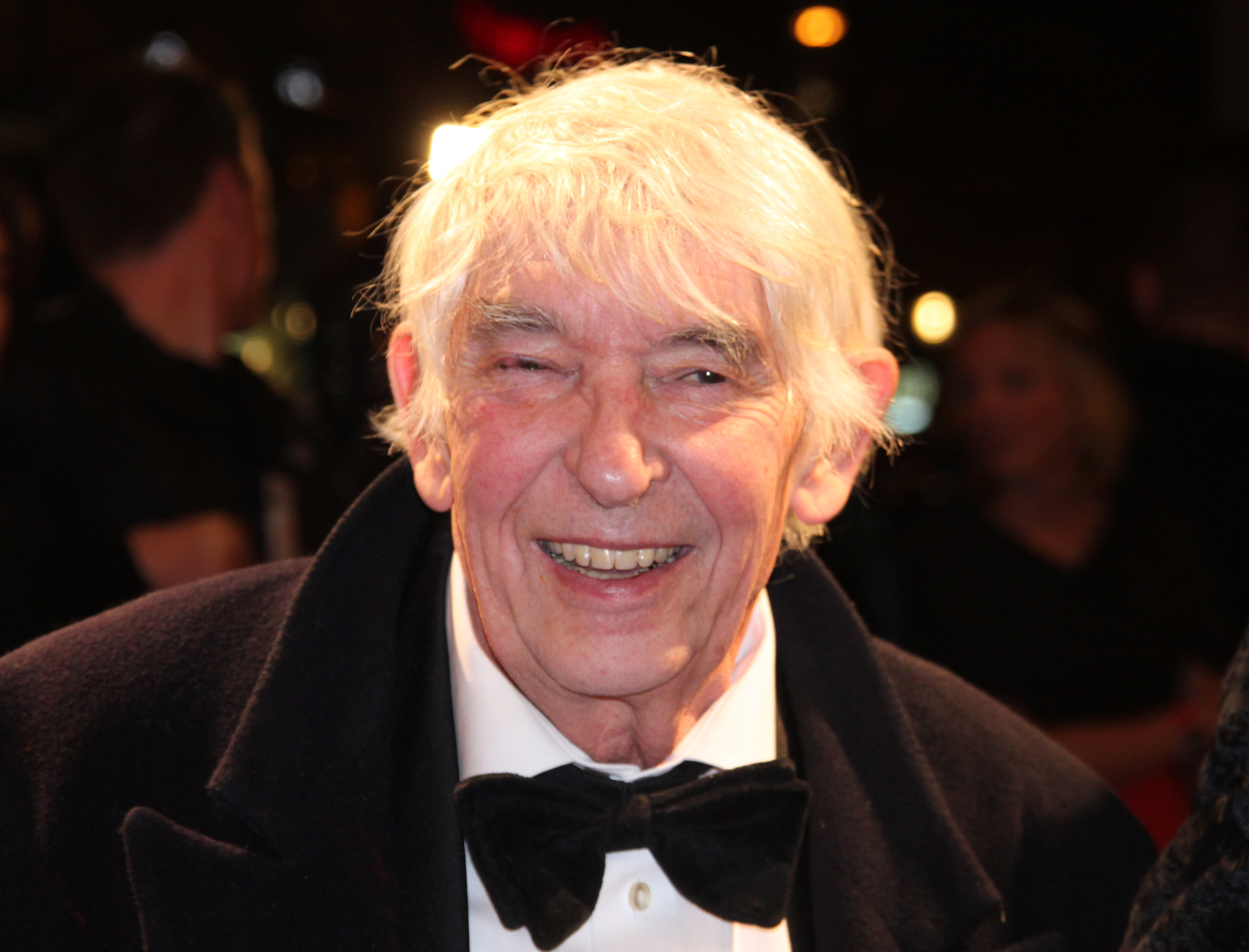
Aat Veldhoen
overleden in 2018

- 1550 - Isabel de Moctezuma Tecuichpotzin (40), Azteeks prinses
- 1625 - Ubbo Emmius (78), Nederlands historicus
- 1641 - Antoon van Dyck (42), Belgisch schilder
- 1669 - Paus Clemens IX (69)
- 1678 - Jurriaen Ovens (±55), Deens-Duits kunstschilder en kunsthandelaar
- 1683 - John Oldham, Engels dichter
- 1790 - Louise-Joséphine Sarazin de Belmont (80), Frans kunstschilder
- 1806 - Frans van Saksen-Coburg-Saalfeld (56), vader van Leopold I van België
- 1858 - El Lavi (46), Spaans torero
- 1874 - Johannes Bosscha sr. (77), Nederlands staatsman
- 1881 - Thomas François Burgers (47), Zuid-Afrikaans president
- 1924 - Bernard Zweers (70), Nederlands componist
- 1931 - Antonio Salandra (78), Italiaans politicus
- 1934 - Manuel Márquez Sterling (62), Cubaans diplomaat, journalist en politicus
- 1937 - Nils Gustaf Dalén (68), Zweeds natuurkundige
- 1944 - Johannes Rijpstra (55), Nederlands politicus, burgemeester in oorlogstijd
- 1955 - Adriana Budevska (76), Bulgaars toneelactrice
- 1959 - Johan van Veen (65), Nederlands ingenieur
- 1964 - Eulogio Rodriguez (81), Filipijns politicus en ondernemer
- 1971 - Ralph Bunche (68), Amerikaans diplomaat en Nobelprijswinnaar
- 1973 - Mary Fuller (85), Amerikaans actrice
- 1975 - William A. Wellman (79), Amerikaans filmregisseur
- 1976 - Han van Senus (76), Nederlands waterpoloër
- 1985 - François Morren (86), Belgisch atleet
- 1993 - Danny Blanchflower (67) - Noord-Iers voetballer
- 1995 - Charles Douw van der Krap (87), Nederlands marineofficier en verzetsstrijder
- 1998 - Steve Miller (49), Brits pianist
- 1999 - Leni Saris (84), Nederlands auteur
- 2004 - Andrea Absolonová (27), Tsjechisch schoonspringster en pornoactrice (Lea De Mae)
- 2006 - Fred Marsden (66), Engels drummer
- 2008 - Dražan Jerković (72), Kroatisch voetballer
- 2010 - Alexander Kerst (86), Oostenrijks acteur
- 2010 - James Moody (85), Amerikaans jazzmuzikant
- 2010 - Dov Shilansky (86), Israëlisch politicus
- 2010 - Thorvald Strömberg (79), Fins kanovaarder
- 2012 - Patrick Moore (89), Brits sterrenkundige
- 2012 - Alex Moulton (92), Brits ingenieur en uitvinder
- 2012 - André Nelis (77), Belgisch zeiler
- 2012 - Norman Joseph Woodland (91), Amerikaans bedenker van de streepjescode
- 2013 - Kees Brusse (88), Nederlands acteur, regisseur en scenarioschrijver
- 2013 - Eleanor Parker (91), Amerikaans actrice
- 2013 - Jacq Vogelaar (69), Nederlands schrijver, essayist en criticus
- 2014 - Jorge María Mejía (91), Argentijns kardinaal
- 2014 - Karl Otto Pöhl (85), Duits bankier, politicus en econoom
- 2015 - Carlo Furno (94), Italiaans kardinaal
- 2015 - Julio Terrazas Sandoval (79), Boliviaans kardinaal
- 2017 - Leonid Bronevoj (88), Sovjet-Russisch acteur
- 2017 - Z-Man (59), Amerikaans worstelaar
- 2018 - Riccardo Giacconi (87), Italiaans Amerikaans natuurkundige en Nobelprijswinnaar
- 2018 - Wendy Ramshaw (79), Brits sieraadontwerper en kunstenaar
- 2018 - Aat Veldhoen (84), Nederlands graficus, schilder en tekenaar
- 2019 - Marie Fredriksson (61), Zweeds zangeres (Roxette)
- 2020 - Koenraad Goudeseune (55), Belgisch dichter, prozaschrijver en recensent
- 2020 - Paolo Rossi (64), Italiaans voetballer
- 2021 - Al Unser sr. (82), Amerikaans autocoureur
- 2022 - Gaston Bogaerts (101), Belgisch percussionist en schilder
- 2022 - Joseph Kittinger (94), Amerikaans officier
- 2022 - Ruth Madoc (79), Brits actrice
- 2023 - Maksim Goestik (35), Wit-Russisch freestyleskiër
- 2024 - Terry Davis (86), Brits politicus
- 2024 - Nikki Giovanni (81), Amerikaans dichter, schrijver, commentator en activist
- 2024 - Gerd Heidemann (93), Duits oorlogsjournalist

## Viering/herdenking
- Tanzania: Onafhankelijkheidsdag
- Rooms-Katholieke kalender:

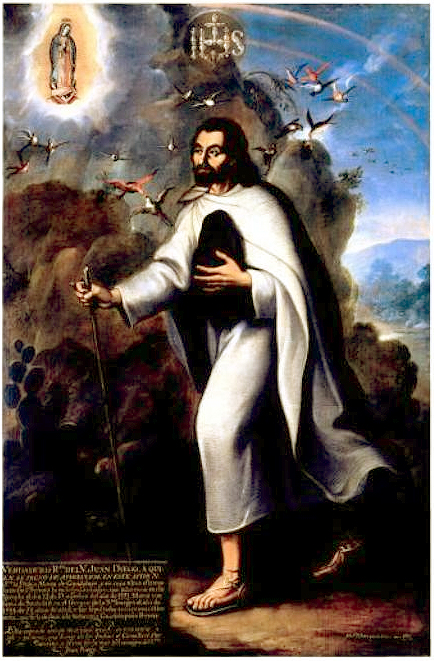
H. Juan Diego Cuāuhtlahtoātzin

  - Heilige Juan Diego Cuauhtlatoatzin († 1548) - Vrije Gedachtenis
  - Heilige Leocadia (van Toledo) († c. 304)
  - Heilige Petrus Fourier († 1640)
  - Heilige Syrus (van Pavia) († 4e eeuw?)
  - Heilige Gorgonia († c. 375)
  - Heilige Valeria van Limoges († 3e eeuw)
  - Heilige Proculus van Verona († c. 320)
  - Heilige Æthelgiva de Oudere († c. 896)
  - Zalige Liborius Wagner († 1631)
- Verenigde Naties: Internationale Dag tegen Corruptie

## Weerextremen

### Nederland
| | Officiële records | Officiële records | Officiële records |      | Landelijke records | Landelijke records | Landelijke records |
| Gebeurtenis | Jaar              | Extreem           | Locatie           | Jaar | Extreem            | Locatie            | |
| --- | ----------------- | ----------------- | ----------------- | ---- | ------------------ | ------------------ | --- |
| Laagste etmaalgemiddelde temperatuur (°C) | 1945              | −7,3              | De Bilt           |      | 1945               | −9,2               | Maastricht |
| Hoogste etmaalgemiddelde temperatuur (°C) | 1964              | 11,3              | De Bilt           |      | 1964               | 11,9               | Soesterberg |
| Laagste minimumtemperatuur (°C) | 1933              | −12,2             | De Bilt           |      | 1933               | −12,2              | De Bilt |
| Hoogste minimumtemperatuur (°C) | 1964              | 9,1               | De Bilt           |      | 1964               | 9,5                | Schiphol |
| Laagste maximumtemperatuur (°C) | 1945              | −4,0              | De Bilt           |      | 1945               | −6,6               | Maastricht |
| Hoogste maximumtemperatuur (°C) | 1964              | 13,0              | De Bilt           |      | 1964               | 14,2               | Soesterberg |
| Hoogste uurgemiddelde windsnelheid (m/s) | 1929              | 18,5              | De Bilt           |      | 1993               | 25,2               | Vlissingen |
| Hoogste windstoot (m/s) | 1993              | 27,3              | De Bilt           |      | 1993               | 34,5               | Vlissingen |
| Langste zonneschijnduur (uur) | 1969, 2002-2003   | 6,8               | De Bilt           |      | 2001 2003 2004     | 7,0                | Arcen, Eindhoven, Ell, Gilze-Rijen, Maastricht, Volkel, Westdorpe Arcen, Eindhoven, Ell, Vlissingen, Volkel, Westdorpe Eindhoven |
| Langste neerslagduur (uur) | 1965              | 18,0              | De Bilt           |      | 1965               | 18,0               | De Bilt |
| Hoogste etmaalsom van de neerslag (mm) | 1965              | 28,9              | De Bilt           |      | 1965               | 44,2               | De Kooy |
| Laagste etmaalgemiddelde relatieve vochtigheid (%) | 1933              | 62                | De Bilt           |      | 1964               | 61                 | Maastricht |
| Laagste uurwaarde luchtdruk op zeeniveau (hPa) | 1965              | 973,8             | De Bilt           |      | 1965               | 968,5              | Leeuwarden |
| Hoogste uurwaarde luchtdruk op zeeniveau (hPa) | 1970              | 1042,8            | De Bilt           |      | 2001               | 1043,6             | Hoorn Terschelling |
| Officiële records worden altijd gemeten op het KNMI-weerstation in De Bilt. Landelijke records kunnen worden gemeten op elk officieel KNMI-weerstation in Nederland. |                   |                   |                   |      |                    |                    | |

Uitzonderlijke gebeurtenissen
- 1987 - Officieel laagste minimumtemperatuur in °C van december dit jaar gemeten in De Bilt: −7,7. Samen met 8 december
- 2023 - Officieel laagste uurwaarde luchtdruk op zeeniveau in hPa van december dit jaar gemeten in De Bilt: 990,0 (voorlopig)
- 2023 - Landelijk laagste uurwaarde luchtdruk op zeeniveau in hPa van december dit jaar gemeten in Vlieland: 986,8 (voorlopig)

### België
Dagrecords
- 1879 - Laagste etmaalgemiddelde temperatuur −12,6 °C
- 1856 - Hoogste etmaalgemiddelde temperatuur 11,5 °C
- 1879 - Laagste minimumtemperatuur −17,3 °C. Dit is de laagste minimumtemperatuur ooit in de maand december.
- 1915 - Hoogste maximumtemperatuur 14,2 °C
- 1884 - Hoogste etmaalsom van de neerslag 25 mm

Uitzonderlijke gebeurtenissen
- 1945 - Minimumtemperatuur tot −14,1 °C in Rochefort en tot −17,7 °C op de Baraque Michel (Jalhay).
- 1965 - Neerslag tot 78 mm in Paliseul. Deze neerslag leidt tot overstromingen in verschillende streken.
- 1978 - Tornado met veel schade in de streek van Poperinge.
- 1979 - 84 mm neerslag in Anlier (Habay), na een storm die veel schade heeft veroorzaakt.
- 1993 - Storm met maximale windstoten tot 130 km/h in Oostende.

<< · 1 · 2 · 3 · 4 · 5 · 6 · 7 · 8 · 9 · 10 · 11 · 12 · 13 · 14 · 15 · 16 · 17 · 18 · 19 · 20 · 21 · 22 · 23 · 24 · 25 · 26 · 27 · 28 · 29 · 30 · 31 · >>